# Grossaffoltern
Grossaffoltern é uma comuna da Suíça, localizada no Cantão de Berna, com 2.785 habitantes, de acordo com o censo de 2010 . Estende-se por uma área de 15,03 km², de densidade populacional de 185 hab/km². Confina com as seguintes comunas: Diessbach bei Büren, Lyss, Rapperswil, Schüpfen, Seedorf e Wengi.
A língua oficial desta comuna é o alemão.

## Idiomas
De acordo com o censo de 2000, a maioria da população fala alemão (96,4%), sendo o francês a segunda língua mais comum, com 0,8%, e, em terceiro lugar, o inglês, com 0,6%.